# Кайзерслаутерн (футбольний клуб)
Футбольний клуб Кайзерслаутерн (нім. 1. Fussball-Club Kaiserslautern) — німецький професіональний футбольний клуб із Кайзерслаутерна, Рейнланд-Пфальц.

## Досягнення
Чемпіонат Німеччини:
- Чемпіон (4): 1951, 1953, 1991, 1998
- Віце-чемпіон (4): 1948, 1954, 1955, 1994

Кубок Німеччини:
- Володар (2): 1990, 1996
- Фіналіст (6): 1961, 1972, 1976, 1981, 2003, 2024

Суперкубок Німеччини:
- Володар (1): 1991

Кубок УЄФА:
- Півфіналіст (2): 1981/82, 2000/01
- Чвертьфіналіст (1): 1982/83